# Mustafa Panshiri
Mustafa Panshiri (persiska: مصطفی پنجشیری), född 27 juli 1986 i Kabul i Afghanistan, är en svensk föreläsare inom integration, debattör, författare och  polis.

## Biografi

### Bakgrund
Mustafa Panshiri föddes i Afghanistan 1986 och tillhör de persiskspråkiga tadzjikerna. Hans far kom från provinsen Panjshir och hans mor från Kabul. Fadern flyttade till Sverige 1996 och när han fick uppehållstillstånd året efter kom Panshiri och övriga i familjen till Sverige som anhöriginvandrare. Panshiri växte upp i Älta i Nacka kommun.

### Karriär
Mustafa Panshiri tog examen från polishögskolan i Växjö år 2013 och började arbeta som polis i Linköping. År 2015, i samband med den europeiska flyktingkrisen, tog han tjänstledighet för att åka runt i Sverige och träffa nyanlända för att prata om integration. Sedan 2016 har Panshiri besökt över 260 kommuner och talat inför tiotusentals flyktingar om vad det innebär att leva i sekulärt och demokratiskt samhälle som Sverige. År 2017 tilldelades han priset Årets folkbildare av Studieförbundet Vuxenskolan med motiveringen: "Priset tilldelas Mustafa för hans ihärdiga och brinnande engagemang för att folkbilda nyanlända och ensamkommande ungdomar om demokrati och hur det är att leva i Sverige."
Som debattör har Panshiri diskuterat och skrivit texter och böcker om Sveriges integrationspolitik, liksom om olika religiösa och kulturella frågor.
År 2021 blev han intervjuad av Martin Wicklin i Söndagsintervjun på Sveriges Radio P1, och har genom åren varit med i olika radio- och tv-sammanhang.
Tillsammans med artisten Jens Ganman skrev Panshiri 2018 fackboken Det lilla landet som kunde och 2021 kom han ut med boken 7 råd till Mustafa – så blir du lagom svensk i världens mest extrema land.  2023 publicerades fackboken Det lilla landet som ångrade sig på Mondial förlag, återigen med Jens Ganman som medförfattare.
Panshiri har podden Gränslöst ihop med Malcom Kyeyune och Callis Amid där de bland andra har intervjuat partiledarna Jimmie Åkesson, Nyamko Sabuni, Ebba Busch och Ulf Kristersson. Panshiri är även en av medlemmarna i poddradion Sista Måltiden, som han driver tillsammans med Hanif Azizi, Ashkan Fardost, Chang Frick och Omar Makram.

## Utmärkelser
- Studieförbundet Vuxenskolans folkbildningspris,  2017[20]
- Ann-Marie Lunds Encyklopedipris,  2024[21]

[Redigera Wikidata]

## Medverkan i TV (urval)
- 2022 – IFS – invandrare för svenskar (TV-serie)